# Semiothisa frugaliata
Semiothisa frugaliata fue una división taxonómica para una especie de polilla perteneciente a la familia Geometridae, descrita por el entomólogo francés Achille Guenée en 1858. El nombre fue borrado del Global Biodiversity Information Facility en noviembre de 2023. En algunas bases de datos es puesta como sinonimia de Chiasmia fuscataria.